# Piemonte Volley 2003-2004
Questa voce raccoglie le informazioni riguardanti il  Piemonte Volley nelle competizioni ufficiali della stagione 2003-2004.

## Stagione
La stagione 2003-2004 è per la società piemontese, sponsorizzata dalla Brebanca e dalla Noicom, la quindicesima consecutiva nel massimo campionato italiano. Sotto l'impulso del nuovo presidente della società, l'imprenditore Valter Lannutti, arrivano a Cuneo alcuni tra i migliori giocatori del mondo: Wout Wijsmans, capitano della nazionale belga, nel ruolo di schiacciatore opposto, Pasquale Gravina, centrale della nazionale italiana, il campione del mondo brasiliano Giba, l'esperto francese Stéphane Antiga, il nazionale tedesco Björn Andrae, Roberto Checchin nel ruolo di libero, il centrale emergente Andrea Sala e i giovani Stefano Moro e Matteo Pesenti; della squadra dell'anno passato rimangono solo il capitano Daniele Sottile, Maikel Cristóbal Cardona e Giordano Mattera.
Nonostante gli importanti investimenti, il campionato è alquanto deludente. Per quanto riguarda la stagione regolare, la Noicom BreBanca Cuneo ottiene la qualificazione alla Coppa Italia come ottava classificata al termine del girone di andata. Termina il campionato in settima posizione con 39 punti, frutto di tredici vittorie e tredici sconfitte, qualificandosi ai play-off scudetto per la dodicesima stagione consecutiva.
L'avversario nei quarti di finale dei play-off è l'Associazione Sportiva Volley Lube di Macerata. La serie inizia nel migliore dei modi, grazie a due vittorie al tie break, una in trasferta al Palasport Fontescodella e una in casa, ma i marchigiani riescono a ribaltare la situazione, vincendo le restanti tre gare, sempre con il punteggio di 3-2 ed estromettendo quindi i piemontesi dalla corsa scudetto.
Va meglio in Coppa Italia, dove il Piemonte Volley raggiunge la finale, la sesta della propria storia. Si qualifica alla final four eliminando la testa di serie numero uno Trentino Volley nei quarti di finale, disputati a La Spezia, vincendo con la gara al tie break. In semifinale viene eliminata la Lube Banca Marche Macerata, sempre al tie break, ma la finale contro la Sisley Volley di Treviso vede i cuneesi uscire sconfitti per 3-0, in una partita senza storia.

## Organigramma societario
Area direttiva
- Presidente: Valter Lannutti
- Amministratore delegato: Ezio Barroero
- Direttore sportivo: Marco Pistolesi

Area organizzativa
- Segreteria generale: Giusy Bertolotto
- Amministrazione: Giuliano Milanesio

Area comunicazione
- Addetto stampa: Daniela Groppi
- Relazioni esterne: Bruno Lubatti

Area marketing
- Responsabile marketing: Mattia Marenco
- Responsabile marketing & comunicazione: Sabina Ravasi

Area tecnica
- Allenatore: Andrea Anastasi
- Allenatore in seconda: Marco Fenoglio
- Preparatore atletico: Marco Fenoglio
- Responsabile settore giovanile: Enzo Prandi
- Scout man: Alessandro Piroli

Area sanitaria
- Medico: Stefano Carando, Emilio Lucidi
- Fisioterapista: Umberto Cuminotto, Giuliano Natoli

## Rosa
| N. | Giocatore                | Ruolo | Data di nascita  | Nazionalità sportiva |
| -- | ------------------------ | ----- | ---------------- | -------------------- |
| 1  | Stefano Moro             | S/O   | 2 gennaio 1982   | Italia               |
| 2  | Matteo Pesenti           | S     | 7 settembre 1976 | Italia               |
| 3  | Pasquale Gravina         | C     | 1º maggio 1970   | Italia               |
| 4  | Daniele Sottile          | P     | 17 agosto 1979   | Italia               |
| 7  | Maikel Cristóbal Cardona | C     | 16 novembre 1976 | Cuba                 |
| 8  | Björn Andrae             | S     | 14 maggio 1981   | Germania             |
| 9  | Andrea Sala              | C     | 27 dicembre 1978 | Italia               |
| 10 | Giordano Mattera         | P     | 29 agosto 1983   | Italia               |
| 11 | Stéphane Antiga          | S     | 3 febbraio 1976  | Francia              |
| 13 | Gilberto de Godoy        | S     | 23 dicembre 1973 | Brasile              |
| 14 | Roberto Checchin         | L     | 5 gennaio 1972   | Italia               |
| 17 | Wout Wijsmans            | S/O   | 17 luglio 1977   | Belgio               |

## Mercato
| Acquisti | Acquisti          | Acquisti         | Acquisti   |
| R.       | Nome              | da               | Modalità   |
| -------- | ----------------- | ---------------- | ---------- |
| S        | Björn Andrae      | Friedrichshafen  | Definitivo |
| S        | Stéphane Antiga   | Paris            | Definitivo |
| L        | Roberto Checchin  | 4 Torri Ferrara  | Definitivo |
| S        | Gilberto de Godoy | 4 Torri Ferrara  | Definitivo |
| C        | Pasquale Gravina  | Lube             | Definitivo |
| O        | Matteo Pesenti    | Libertas Brianza | Definitivo |
| C        | Andrea Sala       | Trentino         | Definitivo |
| S/O      | Wout Wijsmans     | Lube             | Definitivo |

| Cessioni | Cessioni           | Cessioni          | Cessioni   |
| R.       | Nome               | a                 | Modalità   |
| -------- | ------------------ | ----------------- | ---------- |
| S        | Cristian Casoli    | Treviso           | Definitivo |
| S        | Giovane Gávio      | Minas             | Definitivo |
| C        | Marco Ghibaudo     | ?                 | Definitivo |
| S        | Frantz Granvorka   | Īraklīs Salonicco | Definitivo |
| C        | Igor Omrčen        | Parma             | Prestito   |
| L        | Pietro Rinaldi     | Top Volley Latina | Definitivo |
| S        | Mattia Rosso       | La Fenice Isernia | Prestito   |
| C        | Massimiliano Russo | Forlì             | Definitivo |
| O        | Vencislav Simeonov | Sempre Padova     | Definitivo |
| S        | Simone Spescha     | Adriavolley       | Definitivo |

- L'opposto Stefano Moro è stato aggregato alla prima squadra dal settore giovanile.

## Risultati

### Serie A1

#### Girone d'andata
| 1ª giornata - 21 settembre 2003 PalaFranzanti, Piacenza                     | Piacenza        | 2 - 3 | Piemonte          | 25-17, 22-25, 19-25, 25-18, 13-15 |
| 2ª giornata - 28 settembre 2003 Palasport di San Rocco Castagnaretta, Cuneo | Piemonte        | 3 - 0 | Adriavolley       | 25-17, 25-21, 26-24               |
| 3ª giornata - 4 ottobre 2003 PalaPanini, Modena                             | Daytona         | 0 - 3 | Piemonte          | 23-25, 22-25, 20-25               |
| 4ª giornata - 8 ottobre 2003 PalaGeorge, Montichiari                        | Gabeca          | 3 - 1 | Piemonte          | 29-27, 21-25, 25-22, 25-18        |
| 5ª giornata - 11 ottobre 2003 Palasport di San Rocco Castagnaretta, Cuneo   | Piemonte        | 3 - 2 | Top Volley Latina | 22-25, 25-18, 24-26, 27-25, 15-12 |
| 6ª giornata - 19 ottobre 2003 PalaRaschi, Parma                             | Parma           | 3 - 0 | Piemonte          | 26-24, 25-19, 25-22               |
| 7ª giornata - 26 ottobre 2003 Palasport di San Rocco Castagnaretta, Cuneo   | Piemonte        | 3 - 0 | Perugia           | 25-20, 31-29, 25-20               |
| 8ª giornata - 28 ottobre 2003 Palasport, Ferrara                            | 4 Torri Ferrara | 3 - 2 | Piemonte          | 23-25, 27-25, 20-25, 25-22, 15-11 |
| 9ª giornata - 1º novembre 2003 Palasport di San Rocco Castagnaretta, Cuneo  | Piemonte        | 0 - 3 | Trentino          | 21-25, 21-25, 17-25               |
| 10ª giornata - 7 dicembre 2003 Palasport di San Rocco Castagnaretta, Cuneo  | Piemonte        | 2 - 3 | Sempre Padova     | 16-25, 25-19, 25-22, 23-25, 10-15 |
| 11ª giornata - 13 dicembre 2003 Palasport Fontescodella, Macerata           | Lube            | 1 - 3 | Piemonte          | 26-24, 22-25, 23-25, 23-25        |
| 12ª giornata - 21 dicembre 2003 Palasport di San Rocco Castagnaretta, Cuneo | Piemonte        | 1 - 3 | Treviso           | 22-25, 25-17, 21-25, 21-25        |
| 13ª giornata - 23 dicembre 2003 Palasport, Gioia del Colle                  | Capurso Gioia   | 3 - 2 | Piemonte          | 27-25, 23-25, 25-23, 18-25, 15-11 |

#### Girone di ritorno
| 1ª giornata - 11 gennaio 2004 Palasport di San Rocco Castagnaretta, Cuneo  | Piemonte          | 2 - 3 | Piacenza        | 15-25, 28-26, 25-19, 23-25, 13-15 |
| 2ª giornata - 18 gennaio 2004 PalaTrieste, Trieste                         | Adriavolley       | 1 - 3 | Piemonte        | 23-25, 28-26, 17-25, 22-25        |
| 3ª giornata - 24 gennaio 2004 Palasport di San Rocco Castagnaretta, Cuneo  | Piemonte          | 3 - 0 | Daytona         | 25-22, 25-19, 25-16               |
| 4ª giornata - 1º febbraio 2004 Palasport di San Rocco Castagnaretta, Cuneo | Piemonte          | 3 - 2 | Gabeca          | 27-25, 23-25, 25-22, 13-25, 15-13 |
| 5ª giornata - 8 febbraio 2004 PalaBianchini, Latina                        | Top Volley Latina | 3 - 1 | Piemonte        | 25-19, 25-19, 23-25, 25-17        |
| 6ª giornata - 18 febbraio 2004 Palasport di San Rocco Castagnaretta, Cuneo | Piemonte          | 1 - 3 | Parma           | 19-25, 27-25, 25-27, 15-25        |
| 7ª giornata - 21 febbraio 2004 PalaEvangelisti, Perugia                    | Perugia           | 2 - 3 | Piemonte        | 26-28, 25-23, 25-23, 20-25, 13-15 |
| 8ª giornata - 29 febbraio 2004 Palasport di San Rocco Castagnaretta, Cuneo | Piemonte          | 1 - 3 | 4 Torri Ferrara | 22-25, 16-25, 25-23, 18-25        |
| 9ª giornata - 7 marzo 2004 PalaTrento, Trento                              | Trentino          | 3 - 0 | Piemonte        | 25-12, 25-16, 25-23               |
| 10ª giornata - 14 marzo 2004 PalaBernhardsson, Padova                      | Sempre Padova     | 0 - 3 | Piemonte        | 24-26, 23-25, 20-25               |
| 11ª giornata - 17 marzo 2004 Palasport di San Rocco Castagnaretta, Cuneo   | Piemonte          | 3 - 1 | Lube            | 25-20, 21-25, 25-22, 25-22        |
| 12ª giornata - 21 marzo 2004 PalaVerde, Villorba                           | Treviso           | 3 - 0 | Piemonte        | 25-13, 25-20, 25-20               |
| 13ª giornata - 28 marzo 2004 Palasport di San Rocco Castagnaretta, Cuneo   | Piemonte          | 3 - 0 | Capurso Gioia   | 25-16, 28-26, 25-21               |

#### Play-off scudetto
| Quarti di finale (gara 1) - 1º aprile 2004 Palasport Fontescodella, Macerata           | Lube     | 2 - 3 | Piemonte | 31-33, 25-22, 14-25, 25-19, 12-15 |
| Quarti di finale (gara 2) - 3 aprile 2004 Palasport di San Rocco Castagnaretta, Cuneo  | Piemonte | 3 - 2 | Lube     | 15-24, 26-24, 26-28, 25-22, 15-13 |
| Quarti di finale (gara 3) - 7 aprile 2004 Palasport Fontescodella, Macerata            | Lube     | 3 - 2 | Piemonte | 25-21, 25-23, 16-25, 21-25, 15-12 |
| Quarti di finale (gara 4) - 10 aprile 2004 Palasport di San Rocco Castagnaretta, Cuneo | Piemonte | 2 - 3 | Lube     | 18-25, 13-25, 25-21, 25-23, 13-15 |
| Quarti di finale (gara 5) - 14 aprile 2004 Palasport Fontescodella, Macerata           | Lube     | 3 - 2 | Piemonte | 26-24, 23-25, 25-23, 22-25, 15-13 |

### Coppa Italia

#### Fase a eliminazione diretta
| Quarti di finale - 11 febbraio 2004 Palasport, La Spezia    | Trentino | 2 - 3 | Piemonte | 26-24, 26-24, 21-25, 21-25, 7-15  |
| Semifinali - 14 febbraio 2004 Nelson Mandela Forum, Firenze | Lube     | 2 - 3 | Piemonte | 25-20, 22-25, 25-22, 17-25, 14-16 |
| Finale - 15 febbraio 2004 Nelson Mandela Forum, Firenze     | Treviso  | 3 - 0 | Piemonte | 25-18, 25-23, 25-18               |

## Statistiche

### Statistiche di squadra
| Competizione | Punti | In casa | In casa | In casa | In trasferta | In trasferta | In trasferta | Totale | Totale | Totale |
| Competizione | Punti | G       | V       | P       | G            | V            | P            | G      | V      | P      |
| ------------ | ----- | ------- | ------- | ------- | ------------ | ------------ | ------------ | ------ | ------ | ------ |
| Serie A1     | 39    | 15      | 8       | 7       | 16           | 7            | 9            | 31     | 15     | 16     |
| Coppa Italia | -     | -       | -       | -       | -            | -            | -            | 3      | 2      | 1      |

G = partite giocate; V = partite vinte; P = partite perse

### Statistiche dei giocatori
| Giocatore     | Serie A1 | Serie A1 | Serie A1 | Serie A1 | Serie A1 | Coppa Italia | Coppa Italia | Coppa Italia | Coppa Italia | Coppa Italia | Totale | Totale | Totale | Totale | Totale |
| Giocatore     | P        | PT       | AV       | MV       | BV       | P            | PT           | AV           | MV           | BV           | P      | PT     | AV     | MV     | BV     |
| ------------- | -------- | -------- | -------- | -------- | -------- | ------------ | ------------ | ------------ | ------------ | ------------ | ------ | ------ | ------ | ------ | ------ |
| B. Andrae     | 26       | 202      | 174      | 18       | 10       | 2            | 16           | 13           | 3            | 0            | 28     | 218    | 187    | 21     | 10     |
| S. Antiga     | 25       | 161      | 137      | 15       | 9        | 3            | 22           | 19           | 1            | 2            | 28     | 183    | 156    | 16     | 11     |
| M. C. Cardona | 31       | 314      | 204      | 73       | 37       | 3            | 36           | 23           | 10           | 3            | 34     | 350    | 227    | 83     | 40     |
| R. Checchin   | 31       | -        | -        | -        | -        | 3            | -            | -            | -            | -            | 34     | -      | -      | -      | -      |
| Giba          | 28       | 395      | 349      | 32       | 14       | 2            | 24           | 22           | 1            | 1            | 30     | 419    | 371    | 33     | 15     |
| P. Gravina    | 24       | 209      | 135      | 68       | 6        | 3            | 24           | 14           | 10           | 0            | 27     | 233    | 149    | 78     | 6      |
| G. Mattera    | 19       | 2        | 0        | 2        | 0        | 2            | 2            | 2            | 0            | 0            | 21     | 4      | 2      | 2      | 0      |
| S. Moro       | 16       | 92       | 83       | 6        | 3        | -            | -            | -            | -            | -            | 16     | 92     | 83     | 6      | 3      |
| M. Pesenti    | 7        | 1        | 0        | 1        | 0        | -            | -            | -            | -            | -            | 7      | 1      | 0      | 1      | 0      |
| A. Sala       | 29       | 103      | 75       | 25       | 3        | 2            | 0            | 0            | 0            | 0            | 31     | 103    | 75     | 25     | 3      |
| D. Sottile    | 31       | 70       | 22       | 37       | 11       | 3            | 8            | 3            | 3            | 2            | 34     | 78     | 25     | 40     | 13     |
| W. Wijsmans   | 27       | 465      | 414      | 36       | 15       | 3            | 64           | 54           | 4            | 6            | 30     | 529    | 468    | 40     | 21     |

P = presenze; PT = punti totali; AV = attacchi vincenti; MV = muri vincenti; BV = battute vincenti